# アレクサンダー・フレイザー (第16代ソルトーン卿)
第16代ソルトーン卿アレクサンダー・フレイザー（英語: Alexander Fraser, 16th Lord Saltoun、1758年6月27日 – 1793年9月13日）は、スコットランド貴族。

## 生涯
第15代ソルトーン卿ジョージ・フレイザーとエレノア・ゴードン（Eleanor Gordon、1800年9月13日没、ジョン・ゴードンの娘）の息子として、1758年6月27日に生まれた。1779年11月24日にリンカーン法曹院に入学、1780年8月5日にスコットランドでの弁護士資格を得た。
1781年8月30日に父が死去すると、ソルトーン卿の爵位を継承した。
1793年9月13日に病死、息子アレクサンダー・ジョージが爵位を継承した。

## 家族
1784年6月9日、マージェリー・フレイザー（Marjory Fraser、1754年 – 1851年11月15日、イギリス東インド会社取締役サイモン・フレイザーの娘）と結婚、3男2女をもうけた。
- アレクサンダー・ジョージ（1785年 – 1853年） - 第17代ソルトーン卿
- サイモン（1787年8月31日 – 1811年2月10日）
- マーガレット（1789年8月29日 – 1845年8月14日）
- ウィリアム（1791年10月12日 – 1845年3月21日） - 1818年4月9日、エリザベス・グラハム・グラント（Elizabeth Graham Grant、1853年5月5日没、デイヴィッド・マクドワル・グラントの娘）と結婚、6男6女をもうけた。第18代ソルトーン卿アレクサンダー・フレイザーの父
- エレノラ（Eleanora、1793年6月13日 – 1852年9月26日） - 1825年12月5日、ウィリアム・マクドワル・グラント（William Macdowell Grant）と結婚、子供あり